# Gudermessky (huyện)
Huyện Gudermessky (tiếng Nga: ? райо́н) là một huyện hành chính tự quản (raion), của Chechnya, Nga. Huyện có diện tích 694 km², dân số thời điểm ngày 1 tháng 1 năm 2000 là 45100 người. Trung tâm của huyện đóng ở Gudermes.